# 전미 독립 축구 협회
전미 독립 축구 협회(National Independent Soccer Association, NISA)는 MLS 넥스트 프로, USL 리그 1과 함께 제3티어(tier)로 발족한 미국의 축구 리그로 2019-20 시즌부터 경기가 시작되었으며 현재 9개팀이 참가하고 있다.

## 참가팀

### 동부컨퍼런스
- 클럽 드 라이언
- 조지아 FC
- 메릴랜드 밥캐츠
- 미시건 스타스
- 서배너 클로버스
- 골드 스타 FC 디트로이트

### 서부컨퍼런스
- 애리조나 몬순
- 카포 FC
- 어바인 제타
- 로스앤젤레스 포스
- 앨비언 샌디에이고

## 참가 예정팀
- 라스베이거스 레전드
- 캘러베이서스 FC

## 같이 보기
- 유나이티드 사커 리그
- USL 챔피언십
- USL 리그 1
- USL 리그 2